# Kristian Sarkies
Kristian Ronald Sarkies (25 de outubro de 1986) é um futebolista profissional australiano que atua como meia.

## Carreira
Kristian Sarkies representou a Seleção Australiana de Futebol, nas Olimpíadas de 2008. 